# Aplasie
Aplasie oder Aplasia (von altgriechisch ἀπλασία, neulateinisch aplasia ‚Nichtausbildung‘) bezeichnet in der Medizin die Nichtausbildung eines Organs trotz vorhandener Organanlage. Im Unterschied zu einer Agenesie ist bei einer Aplasie die frühe Anlage eines prospektiven Organs gebildet worden, doch unterbleiben in der Embryonalentwicklung weitere Entwicklungsschritte, die zur späteren Ausbildung eines funktionsfähigen Organs erforderlich sind, sodass es fehlt. Wird das Organ dagegen ausgebildet, ist aber zu klein, so spricht man von einer Hypoplasie.
Prinzipiell ist Aplasie bei jeder Organanlage möglich. Aplasien lebenswichtiger Organe führen oft zu einem Absterben des Fötus und zu Fehlgeburten. Doch manche Organe sind nicht lebenswichtig und manchmal kann die fehlende Organfunktion anderweitig kompensiert werden, zum Beispiel bei paarigen Organen durch das Organ der anderen Seite. Dann kann eine Aplasie ohne lebensbedrohliche Folgen bleiben, etwa die Aplasie der Gallenblase, eines Schilddrüsenlappens, einer Niere oder der Geschlechtsorgane.
Insgesamt sind Aplasien selten (zumeist < 1:1000) und ihre genaue Ursache lässt sich oft nicht erkennen. Unter dem Einfluss teratogener Stoffe (zum Beispiel Thalidomid), teratogener Viren oder Strahlung (z. B. durch Radioaktivität) sind sie jedoch gehäuft zu finden.
In der Zahnmedizin wird von dentaler Aplasie gesprochen, wenn Zähne nicht angelegt sind (ein öfter bei Weisheitszähnen auftretendes Phänomen). Zu kleine Zähne nennt man hypoplastisch.
In der Onkologie spricht man bei Patienten, die als Folge einer Zytostatikumbehandlung eine extreme Verminderung der weißen Blutzellen (Leukozyten) haben, von aplastisch oder im Zustand der Aplasie befindlich.